# Relaciones Estados Unidos-Paraguay
Las relaciones Estados Unidos-Paraguay (Inglés: United States-Paraguay relations) son las relaciones exteriores e internacionales entre los Estados Unidos y la República del Paraguay
Según el Informe de Liderazgo Global de Estados Unidos de 2012, el 41% de Demógrafos paraguayos aprueban el liderazgo de Estados Unidos, con un 24% de desaprobación y un 35% de incertidumbre.

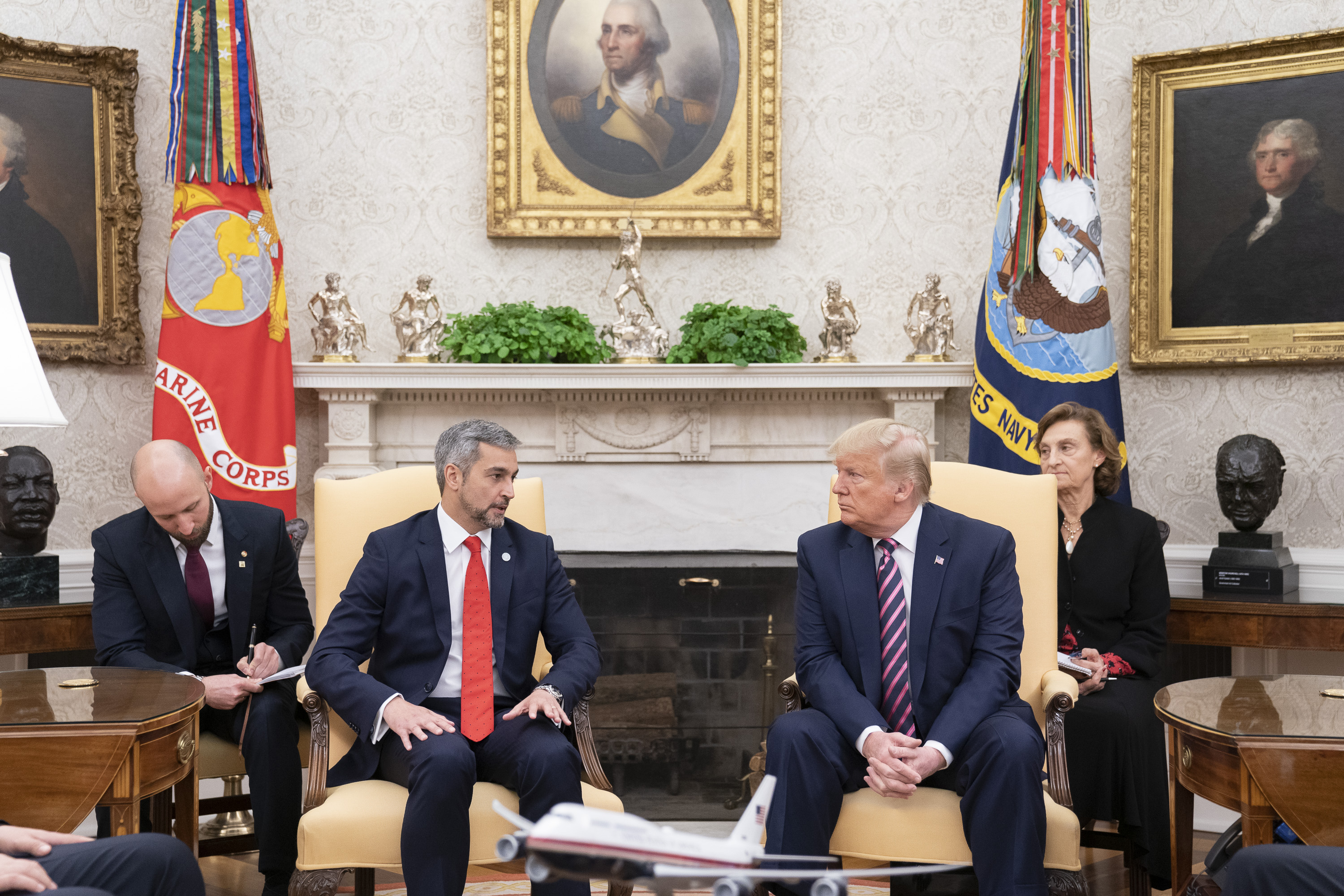
Mario Abdo Benítez, presidente del Paraguay, conversando con su par estadounidense Donald Trump en 2019.

## Intereses de Estados Unidos en Paraguay
Los Estados Unidos y Paraguay tienen una extensa relación a nivel gubernamental, empresarial y personal. Paraguay es un asociado en iniciativas hemisféricas para mejorar la cooperación en materia de lucha contra los estupefacientes, combatir el blanqueo de capitales, la trata de personas y otras actividades ilícitas transfronterizas y proteger adecuadamente los derechos de propiedad intelectual. Los Estados Unidos miran al Paraguay, que tiene recursos forestales y fluviales tropicales, para comprometerse en los esfuerzos hemisféricos para asegurar el desarrollo sostenible. Estados Unidos y Paraguay también cooperan en organizaciones internacionales.
Paraguay ha tomado medidas significativas para combatir la actividad del financiamiento del terrorismo en la zona tripartita que comparte con Argentina y Brasil. Participa en programas y foros de lucha contra el terrorismo, entre ellos el "Diálogo de Seguridad Tres Más Uno", con sus vecinos y los Estados Unidos.
Estados Unidos apoya firmemente la consolidación de la democracia de Paraguay y la continuación de la reforma económica, los pilares de la cooperación entre los países del hemisferio. Los Estados Unidos han desempeñado un papel importante en la defensa de las instituciones democráticas de Paraguay, en ayudar a resolver Lino Oviedo y en asegurar que el cambio de gobierno de marzo de 1999 se llevó a cabo sin más derramamiento de sangre.
El comercio bilateral con los Estados Unidos ha aumentado en los últimos cuatro años, después de una disminución constante durante varios años debido a una recesión a largo plazo de la economía paraguaya. Aunque las importaciones estadounidenses procedentes del Paraguay fueron de sólo $ 51,28 millones en 2005, frente a los $ 58,58 millones del año anterior, las exportaciones estadounidenses a Paraguay en 2005 fueron de $ 895,53 millones, frente a los $ 622,87 millones en 2004, según datos de Aduanas de los Estados Unidos. (No todas las exportaciones e importaciones se reflejan en los datos del gobierno paraguayo.) Más de una docena de empresas multinacionales de Estados Unidos tienen filiales en Paraguay. Estos incluyen empresas de la industria informática, agroindustrial, telecomunicaciones, banca y otras industrias de servicios. Unas 75 empresas estadounidenses tienen agentes o representantes en Paraguay y más de 3.000 ciudadanos estadounidenses residen en el país.
Los Estados Unidos mantienen una embajada en Asunción, Paraguay. El embajador de Estados Unidos en Paraguay es Leslie A. Bassett.

## Ayuda estadounidense
El Gobierno de los Estados Unidos ha prestado asistencia al desarrollo paraguayo desde 1942. En 2006, Paraguay firmó un Programa de País de Umbral (TCP) de $ 34.9 millones con los Estados Unidos, enfocado en apoyar los esfuerzos de Paraguay para combatir la impunidad y informalidad. También en 2006, Paraguay firmó y ratificó un acuerdo con los Estados Unidos bajo la Ley de Conservación de Bosques Tropicales, que otorga a Paraguay 7,4 millones de dólares en socorro y reducción de la deuda bilateral restante a cambio del compromiso del gobierno paraguayo de conservar y restaurar bosques tropicales en el sureste Región del país. Por separado, el U.S. Agencia para el Desarrollo Internacional (USAID) apoya programas para fortalecer las instituciones democráticas de Paraguay en las áreas de sociedad civil, gobierno local y descentralización, reforma nacional del estado, estado de derecho y anticorrupción. Otras áreas importantes de intervención son el crecimiento económico, el medio ambiente y la salud pública. El monto total del programa fue de aproximadamente $ 10 millones en el año fiscal 2006.
Los Estados Unidos. El Departamento de Estado, la Administración de Aplicación de Drogas], el Departamento de Justicia de los Estados Unidos y el Departamento del Tesoro de los Estados Unidos proporcionan asistencia técnica, equipo, Y la capacitación para fortalecer la lucha contra el narcotráfico, combatir la trata de personas, promover el respeto de los derechos de propiedad intelectual y ayudar en el desarrollo y la aplicación de la legislación sobre lavado de dinero y la legislación contra el terrorismo.
- El 19 de diciembre de 2003, funcionarios estadounidenses y paraguayos firmaron un nuevo Memorando de Entendimiento para fortalecer la protección legal y el cumplimiento de los derechos de propiedad intelectual en Paraguay. El Memorando de Entendimiento se prorrogó en 2006 hasta finales de 2007.
- Desde 2003, el Gobierno de los Estados Unidos ha contado con un Asesor de Justicia Residente en Paraguay para apoyar los esfuerzos para combatir el lavado de dinero y el financiamiento del terrorismo y otros delitos financieros, así como el crimen organizado y la corrupción.
- En 2006, la Oficina de Asuntos Internacionales de Narcóticos y Aplicación de la Ley (INL) del Departamento de Estado otorgó a Paraguay 494.000 dólares para apoyar sus esfuerzos para combatir el narcotráfico, el lavado de dinero y las violaciones de los derechos de propiedad intelectual.
- A partir de 2004, un Asesor de Deuda Pública Residente, un Asesor de Presupuesto Residente y un Asesor de Impuestos Residente del Departamento de Hacienda han estado trabajando con contrapartes paraguayas para implementar reformas esenciales.

El Cuerpo de Paz cuenta con alrededor de 160 voluntarios que trabajan en todo el Paraguay en proyectos que van desde la agricultura y los recursos naturales hasta la educación, la salud rural y el desarrollo de la juventud urbana. El 2007 marcó el 40 aniversario del Cuerpo de Paz en Paraguay.
La Oficina de Diplomacia Pública también está activa en Paraguay, financiando Fulbright y otras becas a los Estados Unidos, becarios de los Estados Unidos a Paraguay, otros intercambios a corto y largo plazo, programas de becas en inglés, donaciones de libros y equipo y un proyecto de preservación cultural para Restaurar la Biblioteca Nacional de Paraguay.
El Departamento de Defensa de los Estados Unidos (D0D) proporciona asistencia técnica y capacitación para ayudar a modernizar y profesionalizar el ejército, incluso promoviendo el respeto a los derechos humanos y la obediencia a las autoridades civiles elegidas democráticamente. El Departamento de Defensa también presta asistencia a las comunidades empobrecidas a través de su Programa de Asistencia Humanitaria.
Un acuerdo de entrenamiento militar con Asunción, que otorga inmunidad a soldados estadounidenses, causó preocupación luego de que los medios de comunicación reportaron inicialmente que una base que alberga a 20.000 soldados estadounidenses estaba siendo construida en Mariscal Estigarribia dentro de 200 km de Argentina y Bolivia, y 300 km de Brasil, cerca de un aeropuerto que podría recibir grandes aviones (B-52), C-130 Hércules, etc.) que las Fuerzas Aéreas Paraguaya no tienen.
En septiembre de 2009, el presidente de Paraguay, Fernando Lugo, revocó los planes de las tropas estadounidenses de realizar ejercicios militares conjuntos y proyectos de desarrollo después de declarar que ya no valía la pena albergar tropas que participaran en el programa "Nuevos Horizontes" del departamento de defensa estadounidense. El presidente Lugo hizo referencia a la fuerte oposición regional de países como Argentina, Brasil, Venezuela, Bolivia y Ecuador a la expansión de las bases militares estadounidenses en Colombia en su decisión.

## Conflictos

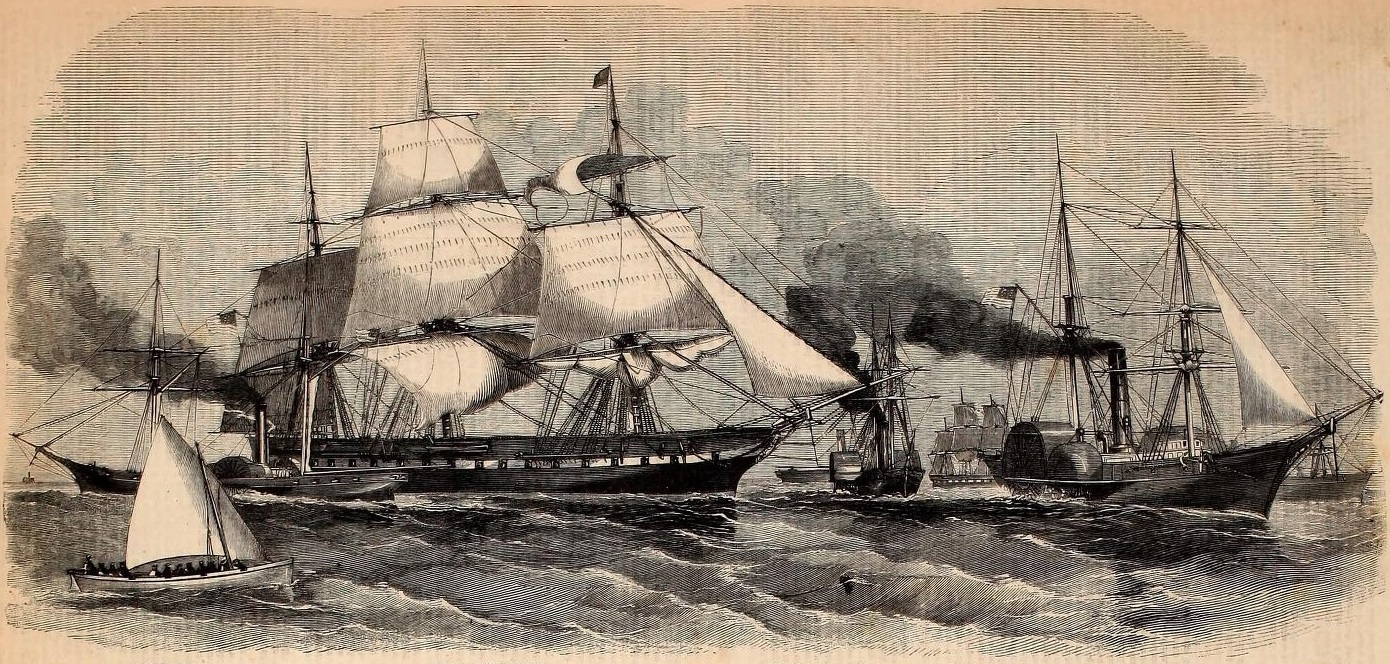
El Escuadrón Paraguay (Harper's Weekly, Nueva York, 16 de octubre de 1858).

En 1858, la expedición de Paraguay era de diplomacia de la cañonera donde los EE. UU. enviaron una escuadrilla naval al Paraguay para buscar la reparación de Paraguay para el bombardeo de la agua del agua de USS (1851) Witch en 1855. Se concluyó rápidamente después de que la fuerza desembarcó en Asunción el 25 de enero de 1859 y fue seguida por un Tratado de Amistad y Comercio (Tratado de Amistad y Comercio entre Estados Unidos y Paraguay) el 4 de febrero de 1859.

## Misiones diplomáticas residentes
- Estados Unidos tiene una embajada en Asunción.[8]
- Paraguay tiene una embajada en Washington D. C. y consulados-generales in Los Ángeles, Miami y Nueva York.[9]

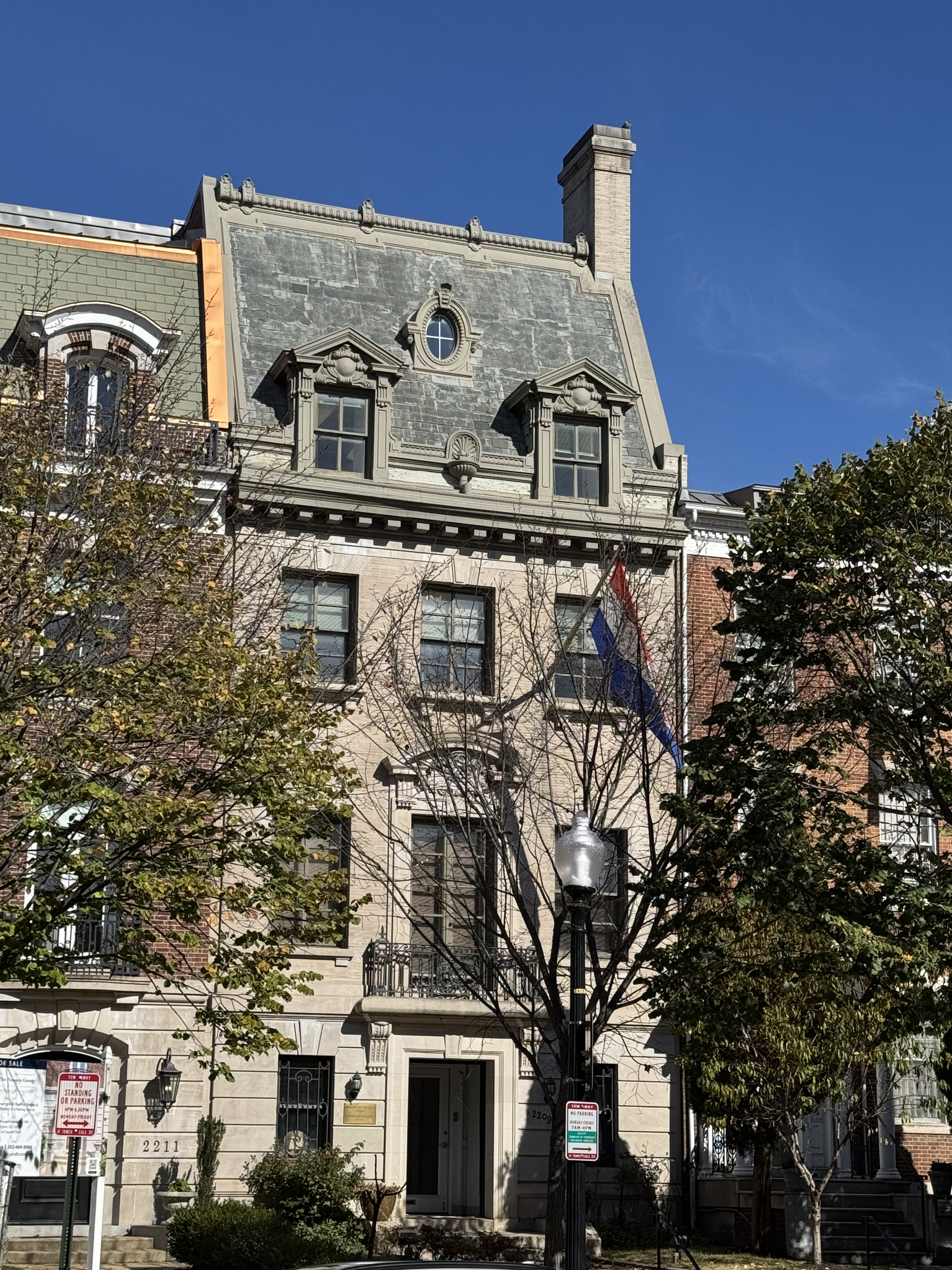
Embajada de Paraguay en Washington, D.C.